# Jan Wijnants

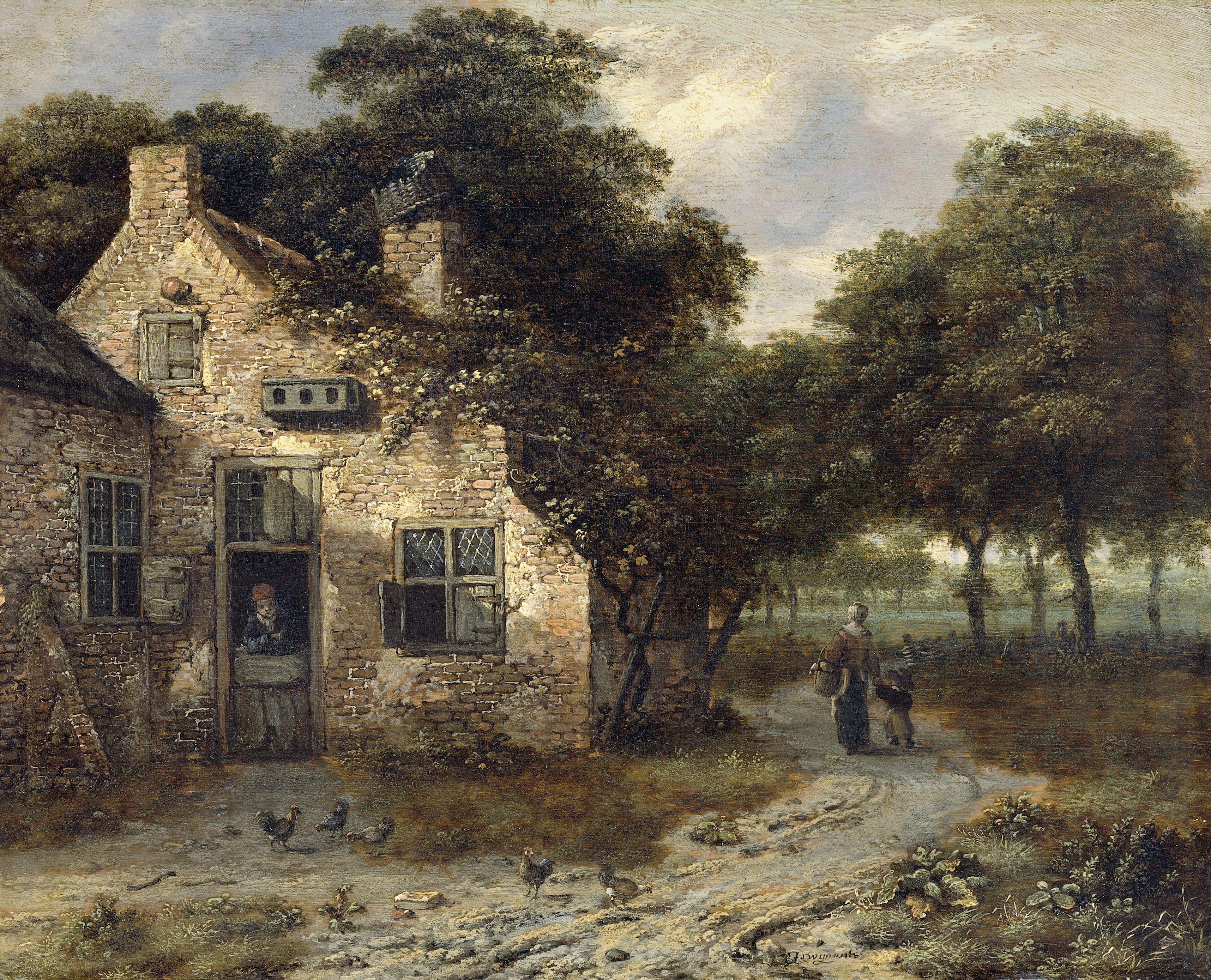
Een boerenwoning av Jan Wijnants.

Jan Wijnants (även Wynants), född i Haarlem 1632, död (eller begraven) den 23 januari 1684 i Amsterdam, var en holländsk målare. 
Han efterlämnade arbeten, daterade mellan 1641 (?) och 1679, och var verksam i Haarlem och i Amsterdam. Han målade landskap, där figurer insattes av Philip Wouwerman, Jan Lingelbach, B. Gaal och Adrian van de Velde. Hans äldre tavlor är varma och saftiga i färgen och ha sluten bakgrund; hans senare, mest kända och omtyckta arbeten framställa öppen trakt under klar eller halvklar luft, trädgrupp på ena sidan, fri utsikt på den andra, lätta trädkronor och särskild omsorgsfullt utförda stammar, allt med fast form och kylig färgskala, klart och vackert. Av hans många arbeten finns flera i München (bland dem Landskap med jakthund), i Sankt Petersburg (bland dem Bondgård, 1656), i Amsterdams Rijksmuseum (bland dem Väg vid skogsranden, 1668, och ett karakteristiskt Landskap, 1669). Dessutom finns tavlor av honom i Wien, Dresden, Berlin, London, Haag, Köpenhamn samt i Stockholms Nationalmuseum Bondgård, Väg genom ekskog, Väg genom dynerna och Backe med utsikt över en flod och en bergås.